# Pseudophiloscia haradai
Pseudophiloscia haradai är en kräftdjursart som beskrevs av Nunomura 1986. Pseudophiloscia haradai ingår i släktet Pseudophiloscia och familjen Philosciidae. Inga underarter finns listade i Catalogue of Life.